# Kārlis Ārens
Kārlis Ārens (18 dicembre 1917 – 30 giugno 1997) è stato un calciatore e cestista lettone.

## Carriera

### Pallacanestro
Con la Lettonia ha disputato i Campionati europei del 1939, vincendo la medaglia d'argento.